# Diecezja Viseu
Diecezja Viseu (łac. Dioecesis Visensis) – diecezja Kościoła rzymskokatolickiego w Portugalii. Należy do metropolii Bragi. Została erygowana w 572 roku.